# Wielka Synagoga w Brnie
Wielka Synagoga w Brnie (czes. Velká synagoga v Brně) – nieistniejąca synagoga, która znajdowała się w Brnie w Czechach, na rogu ulic Spálené i Přízovy.
Synagoga została wybudowana w 1856 roku. 16 marca 1939 została podpalona przez hitlerowców. Ruiny następnie rozebrano. Teren po synagodze nie został zabudowany do dziś.

## Literatura
- Fiedler Jiří, Židovské památky v Čechách a na Moravě, Praha 1992, s. 48.